# Forbes (Dakota Północna)
Forbes – miasto w Stanach Zjednoczonych, w stanie Dakota Północna, w hrabstwie Dickey.